# 벨로키사우루스

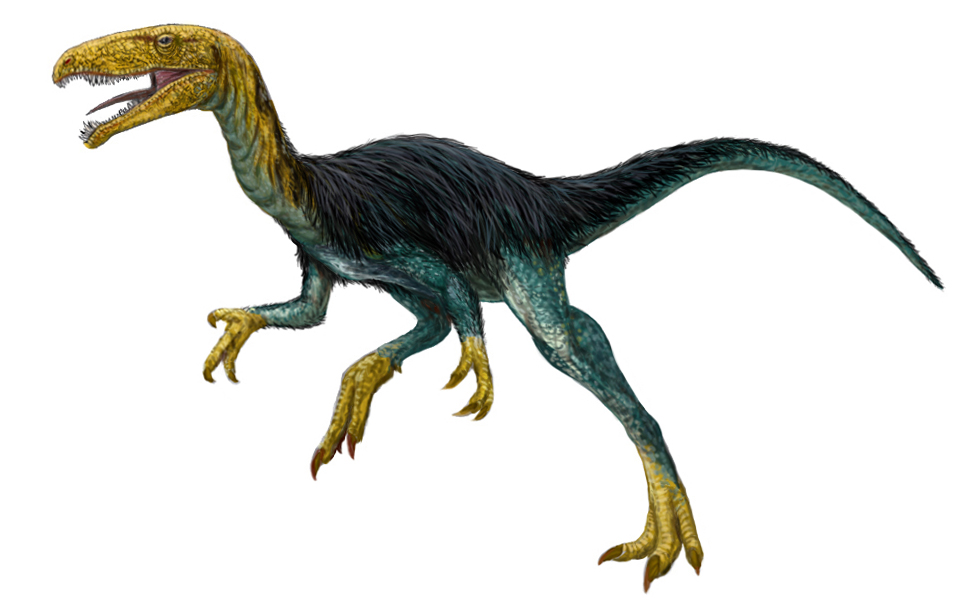

벨로키사우루스 (Velocisaurus)는 백악기 시대에 지금의 아르헨티나 일대에 서식하였던 케라토사우루스류에 속한 수각류 공룡이다. 속명은 '날쌘 도마뱀'('벨로키'는 '날쌘'이라는 뜻이고, '사우루스'는 '도마뱀'이라는 뜻이다.)이라는 뜻이다.